# سیارک ۲۰۵۶۸
سیارک ۲۰۵۶۸ (به انگلیسی: 20568 Migaki، نامگذاری:1999RC130) بیست هزار و پانصد و شصت و هشتمین سیارک کشف شده‌است که در ۹ سپتامبر ۱۹۹۹ کشف شد.
قدر مطلق سیارک برابر ۸.۹ است.